# Kearney (Missouri)
Kearney è un comune degli Stati Uniti d'America, situato nello Stato del Missouri, nella contea di Clay.